# Alfred (Maine)
Alfred è una città degli Stati Uniti d'America, nella contea di York, nello Stato del Maine. La popolazione era di 2 497 abitanti nel censimento del 2000. Alfred fu fondata nel 1794.